# Parker Motor Car Company
Parker Motor Car Company, später Ajax Motors Company, war ein US-amerikanischer Automobilhersteller.

## Unternehmensgeschichte
Georges Parker, Frank L. Parker und Charles L. Parker gründeten 1914 das Unternehmen in Seattle im US-Bundesstaat Washington. Sie begannen mit der Produktion von Automobilen unter dem Markennamen Ajax. Stahl wurde von Krupp bezogen. 1915 erfolgte die Umbenennung. Im gleichen Jahr endete die Produktion.

## Fahrzeuge
Das Modell Six hatte einen Sechszylindermotor. Ungewöhnlich war, dass es sowohl Schiebermotoren als auch Motoren mit normaler Ventilsteuerung gab. Im Angebot standen drei verschiedene Aufbauten auf drei verschiedenen Radständen. Der Roadster hatte 305 cm Radstand, der Tourenwagen 338 cm Radstand und die Limousine 345 cm Radstand. Die Kunden konnten zwischen Linkslenkung und Rechtslenkung wählen.